# Brodswindener Mühle
Brodswindener Mühle ist ein Wohnplatz der kreisfreien Stadt Ansbach (Mittelfranken, Bayern). Der Ort liegt in der Gemarkung Brodswinden.

## Geografie
Die ehemalige Einöde ist heute Haus Nr. 15 der Wallersdorfer Straße. Sie liegt am Brodswindener Bach, einem rechten Zufluss des  Silberbachs.

## Geschichte
Im Salbuch des Fürstentums Ansbach von 1684 wurde die Mühle noch nicht erwähnt. Sie wurde im Fraischbezirk des brandenburg-ansbachischen Hofkastenamtes Ansbach errichtet und hatte das Hofkastenamt auch als Grundherrn. Unter der preußischen Verwaltung (1792–1806) des Fürstentums Ansbach erhielt das Mühlgut bei der Vergabe der Hausnummern die Nr. 30 des Ortes Brodswinden. Von 1797 bis 1808 unterstand der Ort dem Justiz- und Kammeramt Ansbach.
Im Rahmen des Gemeindeedikts wurde Brodswindener Mühle dem 1808 gebildeten Steuerdistrikt Brodswinden und der 1811 gegründeten Ruralgemeinde Brodswinden zugeordnet. Im 19. Jahrhundert gehörten zum Anwesen vier Parzellen Acker- und Wiesenflächen mit insgesamt 2,6 ha sowie gemeinsam mit Haus-Nr. 3e 1 ha Gewässer. In den amtlichen Verzeichnissen nach 1885 wird die Brodswindener Mühle als Gemeindeteil nicht mehr aufgelistet.
Am 1. Juli 1972 wurde die Brodswindermühle im Zuge der Gebietsreform in Bayern nach Ansbach eingegliedert.

## Einwohnerentwicklung
| Jahr      | 001818 | 001836 | 001840 | 001861 | 001871 | 001885 |
| Einwohner | 2      | 4      | 4      | *      | 6      | 8      |
| Häuser    | 1      | 1      | 1      |        |        | 1      |
| Quelle    | [ 9 ]  | [ 10 ] | [ 11 ] | [ 12 ] | [ 13 ] | [ 14 ] |

## Religion
Der Ort ist evangelisch-lutherisch geprägt und bis heute nach St. Bartholomäus (Brodswinden) gepfarrt. Die Einwohner römisch-katholischer Konfession sind nach St. Ludwig (Ansbach) gepfarrt.

## Weblink
- Brodswindener Mühle in der Ortsdatenbank des bavarikon, abgerufen am 19. August 2021.